# لا تيزافري
لا تيزافري (بالإنجليزية: La Tsavre)‏ هو أحد جبال سلسلة جبال الألب بينيني وجزء من القمة الأم Grand Rochère يقع في كانتون فاليز، سويسرا. يبلغ ارتفاع الجبل حوالي 2978 متر، بينما يبلغ ارتفاع نتوء الجبل 305 متر.